# Internationales Zentralinstitut für das Jugend- und Bildungsfernsehen
Das Internationale Zentralinstitut für das Jugend- und Bildungsfernsehen (kurz: IZI) ist ein Dokumentations- und Forschungszentrum beim Bayerischen Rundfunk.
Sein Auftrag ist es, die Qualität im (inter)nationalen Kinder-, Jugend- und Bildungsfernsehen zu fördern und die Diskussion über den Bildungsauftrag der Rundfunkmedien, dessen zeitgemäße Realisierung und die Verantwortung der Medien gegenüber der Gesellschaft zu qualifizieren. Das IZI wurde 1965 gegründet und untersteht dem Bayerischen Rundfunk. Gemeinsam mit dem PRIX JEUNESSE INTERNATIONAL wird es von der Gesellschaft zur Förderung des internationalen Jugend- und Bildungsfernsehens e. V. unterstützt. Mitglieder der Gesellschaft sind der Bayerische Rundfunk, das Zweite Deutsche Fernsehen, der Freistaat Bayern, die Landeshauptstadt München sowie die Bayerische Landeszentrale für neue Medien. Geleitet wird das IZI seit 2003 von Maya Götz.

## Aufgaben

### Forschung
Das IZI führt empirische Forschungsprojekte zu aktuellen Programmformaten und Themen im Bereich Kinder-, Jugend- und Bildungsfernsehen durch. In Zusammenarbeit mit internationalen Wissenschaftlern werden aktuelle und öffentlich relevante Themen erforscht, um für Redaktionen, Programmplanung, Pädagogen sowie Verbände und Journalisten fundierte Erkenntnisse bereitzustellen.
Die Forschungsschwerpunkte sind dabei sowohl Grundlagenforschung zu gesellschaftlich relevanten Themen, Trendforschung zu aktuell besonders erfolgreichen oder diskutierten Formaten als auch Programmforschung im Rahmen der Programmberatung.

### Dokumentation
Das IZI dokumentiert den internationalen Forschungsstand zum Kinder-, Jugend- und Bildungsfernsehen. Dazu werden die relevante Fachliteratur und Informationen recherchiert, inhaltlich detailliert erschlossen und durch eine bilinguale Internetdatenbank (IZI-Datenbank.de) öffentlich zugänglich gemacht. Die Datenbank ist die größte ihrer Art im deutschsprachigen Raum mit internationalen Nachweisen und online abrufbaren Volltexten zu diesem Dokumentationsschwerpunkt.

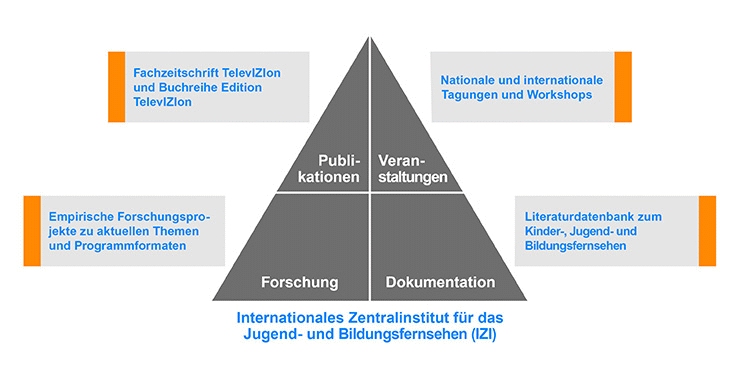
Aufgabenbereiche des IZI

Außerdem unterhält das IZI eine wissenschaftliche Spezialbibliothek und führt Literaturrecherchen durch. Die Dokumentation des IZI ist mit zahlreichen nationalen und internationalen Anbietern von wissenschaftlicher Fachinformation vernetzt (DFG, UNESCO, IFLA etc.) und ermöglicht damit den umfassenden Zugriff auf den dokumentarischen Datenpool des IZI.

### Publikationen

#### Zeitschrift TelevIZIon
Das IZI veröffentlicht jährlich eine deutschsprachige Printausgabe und eine englischsprachige Onlineausgabe der Fachzeitschrift TelevIZIon. Zielgruppe sind Fernsehschaffende im Bereich Kinder, Jugend, Bildung sowie Pädagogen, Presse und Themeninteressierte. Eine Ausgabe fasst jeweils themenzentriert den aktuellen Forschungsstand zusammen und erweitert ihn durch eigene IZI-Studien mit Mehrwert für Fernsehschaffende. Herausragende Sendungen zu dem Themenfeld werden vorgestellt und wenn möglich durch Programmforschung in ihrer Wirksamkeit beschrieben.

#### Bücher und Artikel
Das IZI veröffentlicht seine wissenschaftlichen Ergebnisse in Artikeln und gibt Bücher in deutscher sowie englischer Sprache heraus, welche die Studienergebnisse umfassender vorstellen und so den nationalen und internationalen fachwissenschaftlichen Diskurs erweitern.

### Vorträge
Das IZI stellt sein Wissen national und international zur Verfügung. In Vorträgen und Workshops wird für Fernsehschaffende, gesellschaftlich relevante Institutionen und Verbände der jeweils nachgefragte Forschungsstand vorgestellt.

### Tagungen und Workshops
Das IZI organisiert Tagungen und Workshops, die sich gezielt an Fernsehverantwortliche richten. Auf ihnen werden die aktuellen Forschungsergebnisse vorgestellt und Fragen der Qualität kritisch beleuchtet.

### Beratung von gesellschaftlich relevanten Institutionen
Auf Anfrage berät das IZI Ministerien (v. a. Familien- und Kultusministerien), Verbände, Stiftungen etc. in den Themenbereichen Kinder-, Jugend- und Bildungsfernsehen sowohl auf nationaler als auch internationaler Ebene.

### Medienkompetenzforschung
Das IZI dokumentiert den aktuellen Stand der Medienpädagogik und berät Redaktionen in Sachen Projekte zur Förderung der Medienkompetenz, führt eigene Studien hierzu durch und erstellt Material u. a. für gesellschaftlich relevante Institutionen.

### Das IZI als Informationszentrum
Für Anfragen aus den Themenfeldern Kinder, Jugend, Familie und Bildung sowie Jugendschutz- und Geschlechterfragen werden von der Dokumentation/Bibliothek aktuelle Artikel, Links zum Thema o. Ä. mit einer entsprechenden Benutzungshilfe recherchiert und verschickt. Zu speziellen Anfragen erstellt das IZI Dossiers zum aktuellen Forschungsstand bzw. zu Einschätzungen aus wissenschaftlicher Perspektive.